# 파울리네 함말룬드
파울리네 루이세 함말룬드(스웨덴어: Pauline Louise Hammarlund, 1994년 5월 7일 ~ )는 스웨덴의 여자 축구 선수이다. 포지션은 공격수이며, 현재 스웨덴 다말스벤스칸의 코파르베리/예테보리 FC에서 활동하고 있다.

## 클럽 경력
스코고스-트롱순스에서 축구 선수 생활을 시작했으며 2010년에 튀레쇠에 입단하면서 다말스벤스칸 무대에 데뷔했다. 2012 시즌에서는 튀레쇠의 다말스벤스칸 우승에 기여했고 2013년에는 린셰핑으로 이적했다. 2014년부터 2015년까지 피테오 소속으로 활약했으며 2016년에는 코파르베리/예테보리로 이적했다.

## 국가대표 경력
2011년부터 2013년까지 스웨덴 U-19 여자 축구 국가대표팀에서 활약했으며 튀르키예에서 개최된 2012년 UEFA U-19 여자 축구 선수권 대회에서 스웨덴의 우승에 기여했다. 2015년 9월 17일에 열린 몰도바와의 UEFA 여자 유로 2017 예선 원정 경기에서 데뷔했는데 스웨덴은 해당 경기에서 몰도바에 3-0으로 승리했다.
2016년 리우데자네이루 하계 올림픽에서는 미국과의 8강전 경기에서 일어난 부상으로 인해 중도 하차한 공격수인 프리돌리나 롤푀의 대체 선수로 기용되었다. 독일과의 결승전에서는 후반전 23분에 코소바레 아슬라니와 교체되면서 들어왔는데 스웨덴은 해당 경기에서 독일에 1-2로 패배하면서 은메달을 획득하게 된다. 네덜란드에서 개최된 UEFA 여자 유로 2017에도 참가했지만 프랑스에서 개최된 2019년 FIFA 여자 월드컵은 최종 명단에서 탈락하면서 참가하지 않았다.

## 수상

### 클럽
튀레쇠 FF
- 다말스벤스칸 1회 우승 (2012)

### 국가대표
- 2012년 UEFA U-19 여자 축구 선수권 대회 우승
- 2016년 리우데자네이루 하계 올림픽 여자 축구 은메달